# First Quantum Minerals
First Quantum Minerals Ltd. es una compañía canadiense de minería y metales. Tiene, entre sus principales actividades, la exploración, el desarrollo y la minería de metales. Su principal producto es el cobre, que supuso el 80% de sus ingresos en 2016. Las acciones de First Quantum cotizan en la Bolsa de Toronto de Canadá (siglas FM). Hasta 2016, First Quantum también tuvo una cotización secundaria en la Bolsa de Londres del Reino Unido (siglas FQM).

## Historia
First Quantum fue fundada en 1983 con el nombre de Xenium Resources. Cambió su nombre por el de Zeal Capital en 1989, por el de First Quantum Ventures en 1993 y por el de First Quantum Minerals en 1996. En el año 2000, First Quantum adquirió una participación parcial de las minas de cobre de Mopani, en Zambia. En 2001, creó la mina de cobre de Lonshi en la República Democrática del Congo. En 2001, la compañía adquirió la mina de Kansanshi, en Zambia.
En 2006 First Quantum adquirió la compañía Adastra Minerals por 245 millones de dólares. En 2008 First Quantum adquirió la empresa Scandinavian Minerals Ltd., con sede en Toronto, y desarrolló el proyecto de Kevitsa en Finlandia. En diciembre de 2009, First Quantum adquirió la mina de níquel de Ravensthorpe a BHP Billiton por 430 millones de dólares. En octubre de 2010, First Quantum anunció planes para adquirir Antares Minerals por 450 millones de dólares. En noviembre de 2010, First Quantum vendió sus acciones de Equinox Minerals. En abril de 2013, First Quantum completó una OPA hostil Inmet Mining Corporation por 5,1 miles de millones de dólares canadienses. En junio de 2013, se anunció que FQM despediría a 500 trabajadores en la mina de Sentinel, en Zambia, porque no podían mantener sus trabajos debido a una orden de la Agencia de Gestión Medioambiental de Zambia.
En 2016, vendió la mina de Kevista a Boliden AB por 712 millones de dólares. En marzo de 2017 FQM anunció la venta de 1,6 miles de millones de dólares en bonos sénior con vencimiento en 2023 y 2025. En diciembre de 2017, First Quantum fue anunciada como "la principal compañía minera que se completaría con Pebble Limited Partnership" por Ron Thiessen, presidente y CEO de Northern Dynasty Minerals Ltd., que es actualmente el único propietario de la mina Pebble.
En 2016, First Quantum se clasificó como una de las 13 mejores empresas de petróleo, gas y minería en lo que respecta a los derechos indígenas en el Ártico.
En diciembre de 2019, la empresa estatal china Jiangxi Copper acordó comprar una subsidiaria del mayor accionista de First Quantum, Pangea Investment Management Ltd, que posee el 17,6 por ciento de First Quantum, lo que provocó que las acciones subieran hasta el cinco por ciento. 
En enero de 2022, comenzaron las negociaciones entre el Gobierno de Panamá y First Quantum Minerals para definir un nuevo contrato relacionado con la mina Cobre Panamá. Minera Panamá S.A, subsidiaria de First Quantum Minerals, hizo propuestas favorables al Gobierno de Panamá, incluidos pagos anuales de $375 millones en impuestos y regalías. Estos pagos se ofrecieron con la condición de que los precios de los metales y la rentabilidad de esta mina no se desplomaran significativamente. Sin embargo, el Gobierno de Panamá detuvo las discusiones en diciembre de 2022 y anunció planes para ordenar la suspensión de operaciones en esta mina.

### Controversias legales en Panamá
La controversia minera de Petaquilla en Panamá se centra en un Contrato Ley  conocida como "ley 9 de 1997," que se firmó el 26 de febrero de 1997, entre Sociedad Minera Petaquilla S.A. y el Estado panameño. Poco después, en 1998, se presentó una apelación de inconstitucionalidad por parte del abogado Juan Ramón Sevillano y Susana Serracín Lezcano. Sin embargo, el contrato fue declarado inconstitucional en 2017, y esta decisión se publicó en 2021.
Durante el proceso legal, Richard Fifer Carles, exdirector y director ejecutivo de Petaquilla, vendió derechos de concesión y activos a Minera Panamá filial de First Quantum Minerals por 60 millones de dólares lo cual estaba en contra de la mencionada ley de contrato. El bufete de abogados panameño Morgan & Morgan actuó como intermediario en esta transacción. En 2016, el presidente Juan Carlos Varela extendió su concesión por 20 años adicionales. Sin embargo, tras la declaración de la Corte Suprema de que el contrato era ilegal, las actividades mineras continuaron de manera ilegal. La situación legal solo se resolvió con la firma de la Ley de Contrato 406 el 20 de octubre de 2023, la cual fue sancionada por el presidente Laurentino Nito Cortizo el mismo día, a pesar de que el mencionado contrato era altamente impopular.
Estos acontecimientos generaron una amplia oposición pública, con protestas tanto a nivel nacional e internacional. Las protestas se originaron por acusaciones de corrupción y sobornos a funcionarios gubernamentales por parte de FQM, preocupaciones medioambientales relacionadas con la minería a cielo abierto y prácticas de eliminación de residuos tóxicos que dañaban el medio ambiente y los acuíferos, así como cláusulas del contrato percibidas como que favorecían de forma desmedida a FQM.
En respuesta a la presión social, Panamá aprobó la Ley 407, que declaró una moratoria minera indefinida, prohibiendo nuevas concesiones para estudios o extracción minera y rechazando todas las renovaciones y solicitudes de concesiones, sin embargo, exceptuando las concesiones aprobadas en el pasado.

### Inconstitucionalidad y cierre total de la mina Minera Panamá
El 28 de noviembre de 2023, la Corte Suprema de Justicia dio un mensaje a la nación, en donde se declara inconstitucional la Ley 406 del contrato minero entre el Gobierno de Panamá y First Quantum Minerals con filial Minera Panamá. Luego que los abogados Juan Ramón Sevillanos y Marta Cornejo, demandantes de la Ley 406, recibieron el documento del fallo de inconstitucionalidad.
Ese mismo día, el presidente de país Laurentino Cortizo dijo en una conferencia a la nación que la mina de cobre Minera Panamá sería cerrada, horas después de que la Corte Suprema de Justicia declarara inconstitucional su contrato.

### República Democrática del Congo
El proyecto de relaves de Kolwezi era el mayor proyecto de extracción de cobre y cobalto de relaves de antiguas minas de los alrededores de Kolwezi. Se esperaba producir unas 70 000 toneladas al año de cobre y 14 000 toneladas al año de hidróxido de cobalto. En agosto de 2009, el gobierno de la República Democrática del Congo revocó la licencia a FQM debido a un desacuerdo sobre la renegociación del contrato. FQM paró sus operaciones en septiembre de 2009, despidiendo a 700 personas. FQM había gastado 750 millones de dólares en adquirir y desarrollar aquella propiedad. FQM realizó una demanda contra el gobierno de la República Democrática del Congo en el Tribunal de Arbitraje de la Cámara de Comercio Internacional.
La mina de Frontier es una mina de cobre a cielo abierto ubicada cerca de Sakania. FQM obtuvo licencias de exploración en enero de 2001 y julio de 2002. La producción comenzó en 2007 y en 2010 la mina produjo 322 700 toneladas de cobre. La mina de Lonshi es una mina de cobre a cielo abierto que produce un mineral con un alto grado de óxido que es transportado a Zambia para ser procesado en la fábrica de Bwana Mkubwa de SX/EW, a 35 kilómetros. La mina fue cerrada después de que el gobernador de la provincia de Katanga, Moses Katumbi, prohibiese la exportación del metal a Zambia, insistiendo en que podía ser refinado en Katanga. En mayo de 2010 un tribunal congoleño estableció que las minas de cobre de Lonshi y Frontier de FQM habían sido concedidas ilegalmente y que debían regresar al propietario estatal Sodimico. Según FQM la decisión se debió a que FQM decidió recurrir la expropiación del proyecto de relaves de Kolwezi, que fue vendido posteriormente a la empresa kazaja Eurasian Natural Resources Corporation.

## Operaciones
FQM tiene actualmente minas y proyectos de desarrollo en África, Australia, Finlandia, España, Turquía e Hispanoamérica. En 2016 FQM produjo 539 458 toneladas de cobre, 23 624 con níquel, 214 012 onzas de oro y 28 862 toneladas de zinc. El cobre supone el 80% de los ingresos, el 10% el oro y el 7% el níquel. En diciembre de 2017, FQM contaba con seis minas.

### Minas[41]
- Mina de Kansanshi, cerca de Solwezi, Zambia produce sobre todo cobre y, en menor medida, oro. Mina a cielo abierto realizada en 2005.
- Mina de Guelb Mohgrein, cerca de Akjoujt, Mauritania mina a cielo abierto realizada en 2006.
- Mina de Sentinel, en el noreste de Zambia mina de cobre con una producción comercializada desde 2016.
- Mina de Çayeli, en el este de Turquía mina de cobre y zinc. Esta mina fue adquirida con la compra de Inmet Mining Corporation. Empezó su producción en 1994.
- Mina de Las Cruces, en la provincia de Sevilla, España mina de cobre adquirida con la compra de Inmet Mining Corporation.
- Mina de Pyhäsalmi, en la zona central de Finlandia mina de cobre y zinc adquirida con la compra de Inmet Mining Corporation.

### Otras inversiones y proyectos
- Parte de los intereses de la mina de cobre de Mopani, Zambia.
- Proyecto del cobre de Fishtie a finales de septiembre de 2012, FQM anunció que había dispuesto un proyecto conjunto con la compañía zambiana Mimosa Resources el propósito del proyecto es el cobre de Fishtie, en el distrito de Mkushi de la provincia Central de Zambia, cerca de la frontera con la República Democrática del Congo.[42]
- Taca Taca, un proyecto de cobre en Argentina adquirido con la compra de Lumina Copper en 2014.
- Haquira, un yacimiento de cobre en el sur de Perú adquirido con la compra de Antares Minerals en 2010.
- Mina Pebble, el yacimiento más significativo no desarrollado de oro y cobre del mundo. En espera de la opción para adquirir el 50% de los intereses de PLP.

### Anteriores minas
- Bwana Mkubwa, en Zambia. Mina y fábrica de cobre de SX/EW.[43] Esta mina fue cerrada en 2010.[44]
- Mina de Kevitsa, Sodankylä, Finlandia los principales productos son el níquel y el cobre, para la productos con grupo del platino. Mina a cielo abierto construida en agosto de 2012 y vendida en junio de 2016 a Boliden AB.
- Mina de Ravensthorpe, Australia Occidental. Mina de níquel construida en 2011 y cerrada en 2017.
- Mina de Troilus, en el norte de Quebec, Canadá. Mina de oro y cobre. Fue cerrada en 2008 por Inmet Mining Corporation.
- Mina del lago Winston, en el distrito de Thunder Bay de Ontario, Canadá. Fue cerrada en 1998 por Inmet Mining Corporation.[45]
- Mina del lago Sturgeon, en el distrito de Kenora de Ontario, Canadá. Mina de cobre y zinc cerrada.